# Damaso (Iliade)
Damaso è un personaggio dell'Iliade di Omero.

## Mito

### Le origini
Damaso era un giovane troiano che partecipò alla difesa di Troia  assediata dagli Achei dopo che il principe Paride rapì Elena, consorte del re spartano Menelao.

### La morte
Valoroso guerriero, Damaso fu ucciso durante uno scontro da Polipete, che con un colpo di lancia gli spappolò il cervello.
 " Vibrò la lancia il forte Polipète,

e Damaso colpì tra le ferrate

guance dell'elmo. L'elmo non sostenne

la furïosa punta che, spezzati

i temporali, gli allagò di sangue

tutto il cerèbro, e morto lo distese " 
(Omero, Iliade, libro XII, traduzione di Vincenzo Monti)

### Fonti
- Omero, Iliade, libro XII.